# Fernelia buxifolia
Fernelia buxifolia é uma espécie botânico pertencente à família Rubiaceae. Pode ser encontrada nas ilhas Mascarenhas: Maurício, Rodrigues e ilha Reunião.